# Victor Fanneau de La Horie
Pour les articles homonymes, voir Fanneau et La Horie.
 (avril 2023).
Victor Claude Alexandre Fanneau de La Horie, né le 5 janvier 1766 à Javron-les-Chapelles et fusillé le 29 octobre 1812 à Paris, est un général français.

## Famille
La famille Fanneau de La Horie est une famille d'ancienne bourgeoisie originaire  de Normandie. Elle possède le domaine de La Horie dont elle a conservé le nom.
Pierre Fanneau, sieur de La Horie (1699-1742) est acquéreur du domaine. Charles-Julien Fanneau de La Horie (1723-1798), est négociant à Javron, garde des haras du roi. Jean-René Fanneau de La Horie (1764-1845) est percepteur, receveur municipal à Josselin. Emmanuel-Pierre (1777-1826, est juge de paix à Couptrain. Ismaël Fanneau de La Horie (1782-1832), est maire de Javron. De nombreux membres de la famille sont officiers dans l'armée royale sous l'Ancien Régime.

## Biographie
Victor Fanneau de La Horie appartient à une famille de juges de paix à Couptrain, tirant son nom  du domaine de La Horie, à  La Ferté-Macé. Il est le huitième d’une famille de seize enfants de Charles-Julien Fanneau de La Horie et de Marie Jeanne Renée Le Meunier du Bignon.
L’un de ses frères, Charles-Julien Fanneau de La Horie est gouverneur de Cayenne après avoir fait la guerre d'indépendance des États-Unis. Louis Michel Fanneau de La Horie, colonel de cavalerie, fait une vingtaine de campagnes militaires sous la République et l’Empire, y compris la campagne de Russie.

## Parcours militaire
Il fait ses études au lycée Louis-le-Grand, y retrouve Jean-Baptiste Desmarets, le futur directeur de la police. On sait peu de choses sur sa jeunesse. Quoique noble, il a apparemment la fibre républicaine.
Il s’enrôle dans le bataillon de la Mayenne pour repousser l’étranger, comme son frère Louis-Michel, en mars 1793. Le 1er juillet 1793, il est sous-lieutenant à l'Armée de Rhin-et-Moselle, remplissant les fonctions d'adjoint à l'état-major général. Il est rapidement lieutenant, puis chef de bataillon le 9 août 1797. Adjudant général chef de brigade en 1799, il est attaché au ministère de la Guerre, et le 5 février 1799, il est nommé adjudant-général chef de brigade.
Il rejoint Moreau en Italie et s’attache à sa carrière. Le 11 décembre 1799, Moreau est nommé commandant en chef de l’armée du Rhin, et La Horie est son chef d’état-major. Il se retrouve d’ailleurs au camp avec Sigisbert Hugo qui le rejoint à Bâle et qu’on retrouve souvent dans son sillage. En 1800, d'après une note de Raoul Chélard (d) , dans Les Armées françaises jugées par les habitants de l'Autriche, il est décrit, en tant que commandant à Strasbourg, comme « un homme brusque, méchant, dur, sans souplesse ni cœur ».
Il est promu général de brigade le 11 mai 1800. En 1800, il est en Souabe et en Bavière où les troupes de Moreau exécutent un « rétablissement militaire » que couronne l’armistice de Parsdorf qu’il négocie.

### La retraite
Nommé général de division par Moreau sur le champ de bataille de Hohenlinden, il se voit refuser pour d’obscures raisons la ratification de son grade par Napoléon Bonaparte, alors Premier consul (il se serait montré, semble-t-il, trop ferme avec le général Charles Victoire Emmanuel Leclerc, beau-frère de Bonaparte). Le 25 décembre 1800, il signe pour la France le traité de Steyer, dont les clauses sont confirmées par celui du traité de Lunéville le 9 février 1801. Il est confirmé dans son grade de général de division le 23 septembre 1801[réf. nécessaire].

## Conspiration
La Horie est impliqué à tort dans la conspiration de Pichegru et du général Moreau. Quand Moreau est arrêté et jugé, la carrière de son chef d’état-major est brisée. Il est mis d’office à la retraite à l’âge de 37 ans, le 26 août 1803, il réside dans sa propriété de Saint-Just à Vernon.
Il est poursuivi et condamné à mort en 1804, ses biens étant séquestrés. Le 4 septembre 1804, Napoléon Ier écrit à son ministre de la police Fouché. Et comme La Horie, fort imprudent, demande une audience à l'empereur pour s'expliquer, celui-ci annote ainsi la pétition : « Renvoyé au ministère de la police. Ce citoyen ne doit pas rester en France. »
Cette surveillance se relâche un peu par intervalles : le 6 septembre 1805, il signe tranquillement à son domicile l’acte de vente de sa propriété de Saint-Just, 28 rue Gaillon. Le 17 août 1805 du camp de Boulogne, l'empereur écrit encore à Fouché qui avait trouvé un intermédiaire pour s'aboucher avec La Horie.
En 1809, La Horie devient « M. de Courlandais ». Traqué, il s’est un moment caché en Normandie vers 1807, puis chez la femme du général Hugo, mère de l’écrivain Victor Hugo, Sophie Hugo, venue de Clichy au faubourg Saint-Jacques où elle a loué les Feuillantines. Selon Raymond Escholier, il ne fait pas le moindre doute que La Horie est l'amant de Sophie Hugo pendant plusieurs années, et le père probable de Victor Hugo dont il est le parrain et qui, à ce titre, lui donne son prénom. C'est délibérément que Victor Hugo aurait écrit plus tard que La Horie avait plus de vingt-cinq ans d'écart avec son père, alors qu'il n'était son aîné que de sept ans[réf. souhaitée]. Cette théorie est toutefois contestée par d'autres historiens, considérée comme fantaisiste. La question de la paternité de Victor Hugo est, de nos jours, toujours sujette à débat. 

## Précepteur de Victor Hugo aux Feuillantines
Il doit se cacher pendant sept ans. Le proscrit trouva son dernier refuge dans l’ancien couvent des Feuillantines qu’habitèrent un temps Sophie Hugo et ses trois enfants. À partir du milieu de l’année 1809, il se cache au fond du jardin dans la sacristie d’une chapelle en ruine où on lui a porté un lit, une table, une toilette et deux chaises. Présenté aux enfants comme un parent, Fanneau de La Horie partage leurs jeux. Il semble avoir une affection particulière pour Victor Hugo, qu’il s’amuse à jeter en l’air très haut et à recevoir dans ses bras à la grande terreur de sa mère mais à la grande joie de l’enfant. Il donna son prénom à l’enfant dont il est le parrain. Plusieurs thèses affirment que le vrai père de Victor Hugo serait Fanneau de La Horie. Le général se fait précepteur et initie Victor et ses deux frères au latin avec Tacite, Virgile. Père de substitution, il devient la figure de référence du jeune Victor Hugo.

## Complot
La Horie écrit au mois de juin 1810 une lettre de huit pages pour exposer à l'Empereur la netteté de sa conduite, qu'il n'avait pas participé à la conspiration de Pichegru, etc. La Horie s’est engagé vis-à-vis de Fouché à passer en Amérique quand certaines sommes seraient réalisées. Il gagne ainsi du temps et se cache aux Feuillantines. C’est le moment où sa mère demande la levée du séquestre. « Où est La Horie, dit l’Empereur, pourquoi ne se présente-t-il pas ? ».
Filé par la police impériale, le fugitif tombe dans le piège tendu par le ministre de la Police Savary et est arrêté aux Feuillantines « chez une dame nommée Hugot » à la suite d’une trahison. Incarcéré le 30 octobre 1810, il est jeté au donjon de Vincennes puis emprisonné en juillet 1812 à la prison de La Force. Là, on lui propose le bannissement à perpétuité en Amérique.
Fanneau de La Horie se trouve impliqué dans un nouveau complot : le coup d'État de Malet. Il est libéré par le général Malet en octobre 1812 pour prendre les fonctions de ministre de la Police après l’annonce inventée par Malet du décès de l’Empereur en Russie. La Horie devait remplacer Savary, son ex-camarade, au ministère de la Police. Chargé de l’arrêter, il le traite avec générosité, mais est lui-même arrêté par l’adjudant-général Laborde le 23 octobre à 10 h lorsque la situation se retourne.

## La fin
La conspiration est éventée le 23 octobre, et les conspirateurs dont il fait partie sont condamnés le 29 octobre 1812, et fusillés dans la plaine de Grenelle le jour même à quatre heures de l’après-midi.
Son corps fut inhumé dans une fosse commune du cimetière des suppliciés, le cimetière de Sainte-Catherine.